# Doryphoribius smokiensis
Doryphoribius smokiensis is een soort in de taxonomische indeling van de beerdiertjes (Tardigrada).
Het diertje behoort tot het geslacht Doryphoribius en behoort tot de familie Hypsibiidae. De wetenschappelijke naam van de soort werd voor het eerst geldig gepubliceerd in 2007 door Bartels, Nelson, Kaczmarek & Michalczyk.